# Apple számítógépek
Az Apple számítógépek az Apple Inc. által gyártott és forgalmazott, nevükben az Apple szót viselő számítógépek. A közbeszédben szokás Apple gépnek nevezni az Apple által gyártott bármilyen számítógépet, a megnevezés gyűjtő fogalomként is használt. Az Apple nevet elsőként az 1976 áprilisában bemutatott Apple I viselte, az utolsó Apple nevet viselő gép az Apple IIe Platinum volt, amelynek gyártását 1993 novemberében fejezte be a cég. Az Apple III bukása után Jobs megfogadta, hogy többé számítógép nem viselheti az Apple nevet, a számítógép sikertelensége ne kötődjön össze a cég nevével. Más, nem számítógép termék is viselte, viseli (Apple TV, Apple pencil) az Apple nevet.
Az Apple gyártotta hardver eszközök összefoglaló táblázatot az oldal alján találod két részre bontva: 1998 előtti és utáni eszközök.

## Történet
Az Apple I-ből alig kétszáz darabot adtak el, de ez is elég pénzt hozott ahhoz, hogy a cég megtervezze és piacra dobja az Apple II-t. Az Apple II óriási siker lett, a gépből és változataiból – Apple II (64 700), II Plus (545 500), IIe (4 250 000), IIc (450 000), IIc Plus (20 000) és IIGS (979 000) – majd hat és félmillió darabot értékesítettek.
A befolyó pénz nem csak ifjú multi-milliomossá tette a cég alapítóit, de lehetőséget adott a következő Apple-gép fejlesztésére. Három irányba is elindultak, párhuzamosan fejlesztették az Apple III-t, a Lisát és a később Macintosh 128k néven megismert gépet.

## Apple III sorozat
Az Apple III Steve Wozniak, az Apple egyik alapítójának, a projektje volt, de a másik alapító, Steve Jobs folyamatosan módosította az elvárásokat. Az Apple III dicstelen pályát futott be. Jobs dizájn-imádata odáig fajult, hogy előbb készült el a számítógépház, mint az alaplap, így a mérnökök a tervezéskor még egy korláttal kellett, hogy megküzdjenek. Szintén Jobs ötlete volt a "néma" számítógép, így ventilátorról szó sem lehetett. Az elektronikus eszközök pedig hőt adnak le. Mivel az Apple II mérhető mennyiségben szennyezte az elektromos környezetét, a gép fehérzajt sugárzott, ezért az Amerikai Frekvenciagazdálkodási Intézet büntetést szabott ki. Jobs, levédendő a sugárzást, az Apple-III házát alumíniumból terveztette. Úgy vélte, hogy az alumínium a hűtési problémákat is megoldja. Nem oldotta meg, hanem fokozta. A baljós előjelek fokozódtak, amikor kiderült, az egyik chip nem tudja azt, amit a gyártója állított róla, az Apple viszont már az Apple-III több olyan szolgáltatását beharangozta, ami erre a chipre épült volna. A gép bemutatása emiatt fél évet csúszott.
A gyártósorról lekerülő gépek húsz százaléka selejt volt. A legnagyobb gondot az okozta, hogy a chipek némi melegedés után szinte kibújtak a foglalatukból, vagy az alaplapból. A hivatalos Apple szerviz javaslat az volt, hogy emeljük fel a gépet tíz centi magasra és dobjuk le! Az Apple-III minden módosítás és arcfelvarrás ellenére a cég első fiaskója volt. Az új operációs rendszer sem volt tökéletes, ráadásul Jobs üzletpolitikai megfontolásból kezdetekben az Apple-III gépet alkalmatlanná tette az Apple-II programjainak futtatására. Később elkészült az Apple-II-kártya, amelyet a négy csatolóhely egyikébe helyezve a gép már tudott Apple-II-ül.
Az Apple-III szállítását 1980 decemberében kezdték meg, 1983-ban felhagytak a fejlesztésével és 1984 áprilisában a forgalmazásával is. Összesen 65 ezer darabot adtak el. Az Apple-III gépet újabb, Apple névre hallgató már nem követte, legalábbis számítógép nem. Monitoroknak, kameráknak és nyomtatóknak, szkennereknek, billentyűzeteknek és egereknek még adta a nevét a cég, de gépnek többé soha.

## Az Apple Lisa gépek

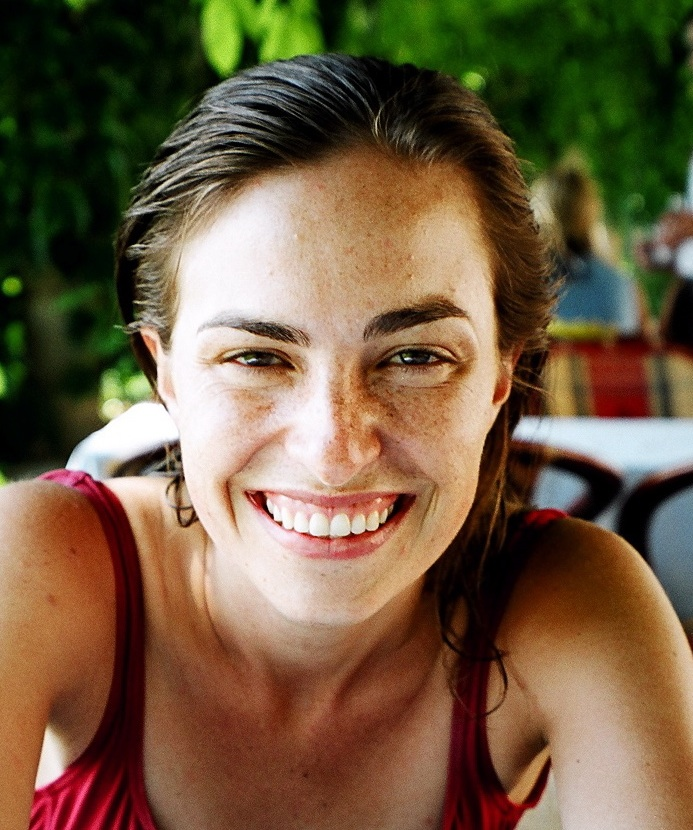
Lisa Nicole Brennan-Jobs (született: Brennan; 1978. május 17.) amerikai író, az Apple társalapítójának, Steve Jobsnak és Chrisann Brennannek a lánya. Jobs kezdetben több éven át megtagadta az apaságát, ami pereskedéshez és nem kívánt média-nyilvánossághoz vezetett. Lisa és Steve Jobs végül kibékült, Jobs elfogadta az apaságát. Brennan-Jobs újságíróként és magaziníróként dolgozik

A Palo Alto-i Xerox központban (PARC) dolgozók feladata az volt, hogy megálmodjanak olyan technikai újdonságokat, amelyek előbbre viszik a világot - és közben nem kellett tekintettel lenniük a kitalációk eladhatóságára. Három év alatt a számítástechnika számos "elsőjét" állították elő. Ilyen "első" az első személyi számítógép, az első "bit mapping", az első Ethernet, az első objektum alapú programnyelv (Smalltalk), amelyben először használtak újrahasználható, önálló kódszegmenseket. A géphez három gombos egér csatlakozott, ezt 1960-ban alkotta meg Douglas Carl Engelbart. A kifejlesztett számítógépet a Xerox soha sem árusította, nem is gyártotta, a léte ismert volt az egész Szilícium-völgyben. A fejlesztők büszkék voltak a gépükre, aki  kíváncsi volt a gépre, annak meg is mutatták.

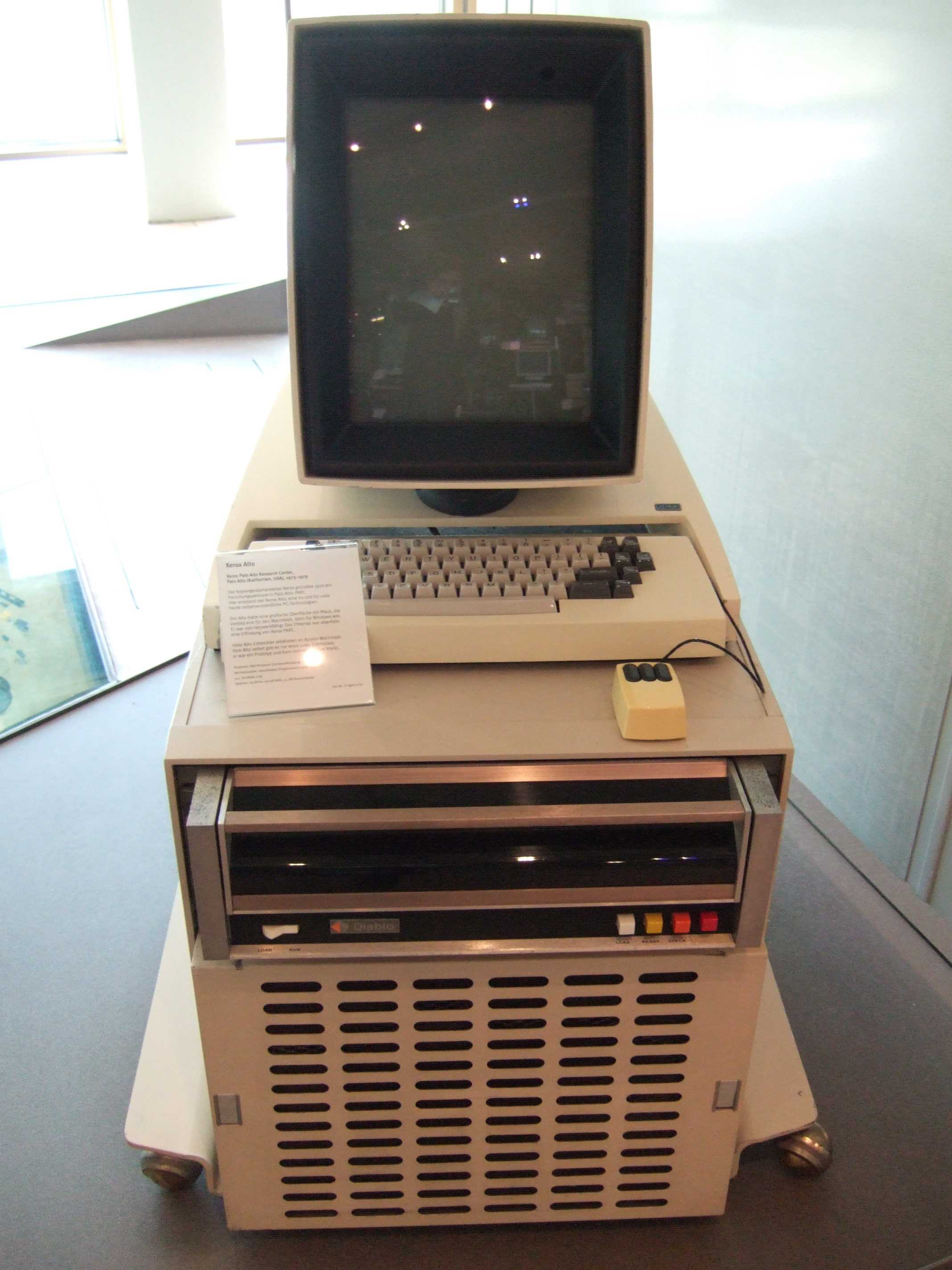
A Xerox Alto számítógépe

Az egyik látogatójuk, Jef Raskin volt, aki akkoriban az Apple-nél dolgozott egy teljesen új feladaton, a projekt kódneve, később, Macintosh lett. Mire sikerült Jobst rávenni egy látogatásra, a Xerox ráébredt, hogy amit ingyen mutogat, az érték, amit őrizni kell, nem mutogatni. Az Apple részvényeinek öt százalékát (egy millió dollár érték) ajánlott fel egy részletes bemutatóért. A bemutatón rész vett Michael Scott elnök, Thomas Whitney alelnök, és fél tucat vezető szoftver-fejlesztő. A PARC fogadó csapata úgy gondolta, hogy gyorsan bemutatják a Dorado névre keresztelt számítógépet, az Apple csapata rendesen felkészült, és a pontos részletek után érdeklődött.
Amennyire a Xerox nem érzett rá arra, milyen értéket állítottak elő alkalmazottai, Jobs annyira megtette ezt. Amikor meglátta, hogy a Smalltalk fejlesztői környezet egymást kitakaró ablakokat, felpattanó menüt használ, tudta, hogy erre van szüksége, és a Lisa csapatot utasította, hogy ebben az irányban fejlesszen.

### Lopott-e az Apple a Xerox-tól?
Sokan úgy vélik, hogy az Apple egyszerűen ellopta az Alto gépet a Xeroxtól és Lisa néven dobta piacra. Amit az Apple kapott a Xeroxtól, az az ötlet és inspiráció. De nem kapott rajzot, leírást, műszaki támogatást, a Lisa hardver és szoftver megoldásai az Apple mérnökeit dicsérik.
1980 márciusára készült el a leírás, amely meghatározta a Lisa ismérveit: grafikus felhasználói felület, fogd és vidd, egér, lokális hálózat, fájl-szerver és új (WYSIWYG) szoftverek, menüsor, a legördülő menü, az egygombos egér, kivágás-másolás-beillesztés, vágólap és kuka. Az Apple volt az első vállalat, amely a felsoroltakat sorozat gyártott számítógépen kínálta. A felsorolt ismérvek és az a cél, hogy a Lisa ára 2000 dollár alatt legyen, összeegyezhetetlennek tűnt. Júliusban megjelent az első Xeroxból átcsábított dolgozó, szeptember végéig további 15 Xeroxos vált Apple munkatárssá.
Mire a Lisa 1983. január 19-én forgalomba került, addigra 200 mérnökévnyi munka és 50 milliós fejlesztési költség volt a gépben, az Apple II fejlesztése két mérnökévet kívánt. A gépet az Apple Kevin Costnerrel népszerűsítette: 1983 Apple Macintosh Lisa Computer Commercial with Kevin Costner. YouTube
Az Apple számos szoftvert ad a géphez, ám ez a fejlesztőket távol tartotta, mivel legtöbben az Apple által elkészített programokhoz hasonlóak írásában rendelkeztek tapasztalattal. Ráadásul a Lisa nagyon lassú volt. Jobs kezdeményezésére saját floppy-meghajtót fejlesztettek, amely a Lisa legmegbízhatatlanabb része  volt. A Lisa értékesítését rontotta, hogy kiderült, az Apple hasonló tudású gépen dolgozik, amelynek az ára harmadannyi lesz, mint a Lisáé. Hiába felezték a Lisa árát, javították a hardver képességeit – Lisa 2 –, a gép sikertelen volt, összesen hatvanezer Lisát adtak el 1986-ig.
A Lisa 2 átdolgozott verziója Macintosh XL néven debütált és felejtődött el alig három hónapos pályafutása alatt 1985 januárja és áprilisa között.

### Lisa elásva
A gyártás befejezése után egy Utah állambeli kis cég fémáron átvett ötezer Lisát, amelyet postai utánvéttel árusított egészen 1989-ig. Ekkor az Apple a maradék 2700 darabot egész egyszerűen elásta, a gondos feljegyzés szerint ehhez 672 m3 helyre volt szükség. A gépek hatóság által felügyelt megsemmisítésére azért volt szükség, mert az Apple így adójóváírásra lett jogosult.
Ezt követően a Xerox pert indított az Apple ellen a Lisa - és a Macintosh - grafikus felülete kapcsán. Hét évvel a bemutató után. 1990. március 23-án a bíróság elvetette a Xerox indítványát.

## Az Apple számítógépek

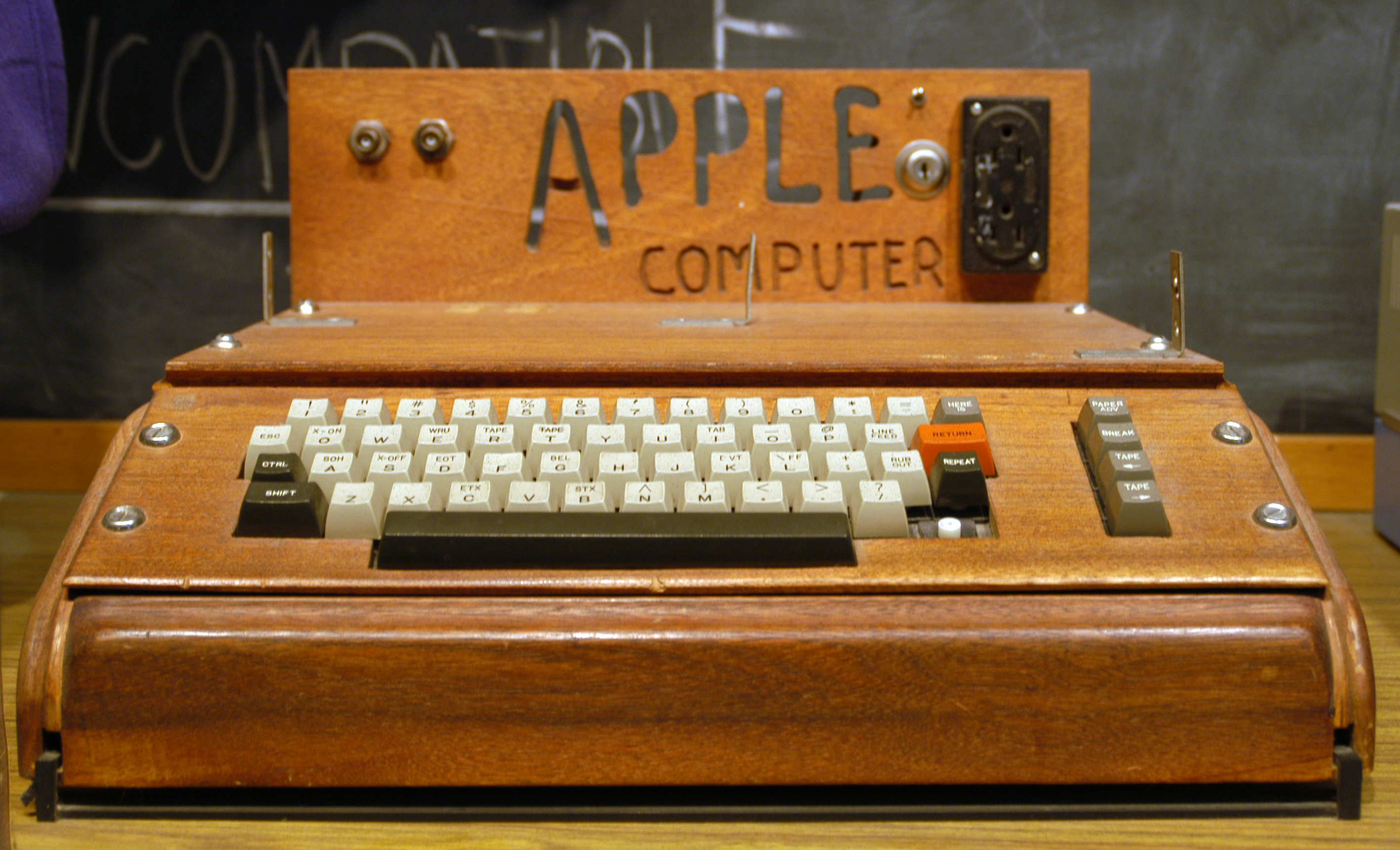
Az Apple I a Smithsonian múzeumban.
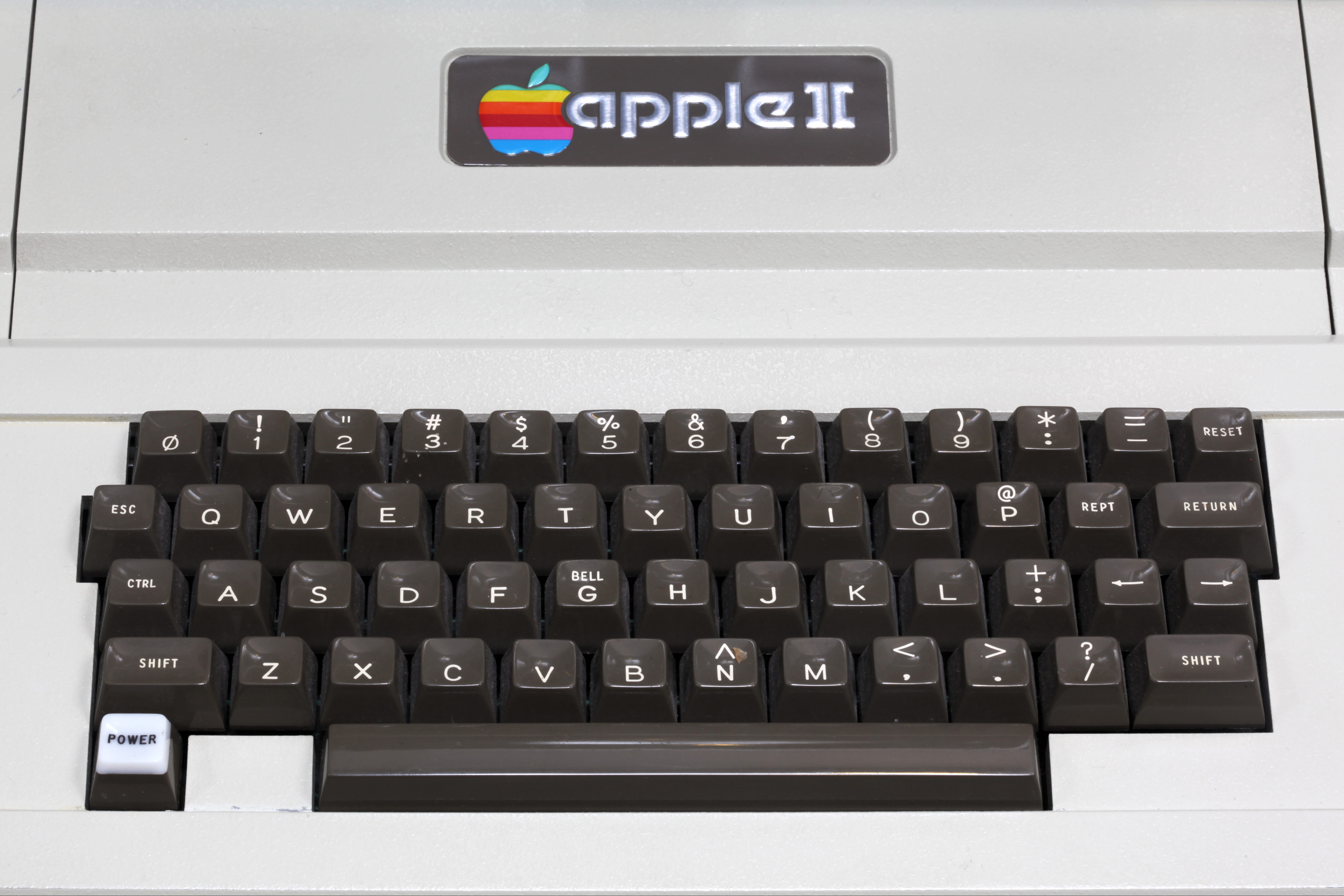
Az Apple II a lausanne-i EPFL[17] Musée Bolo-ban.
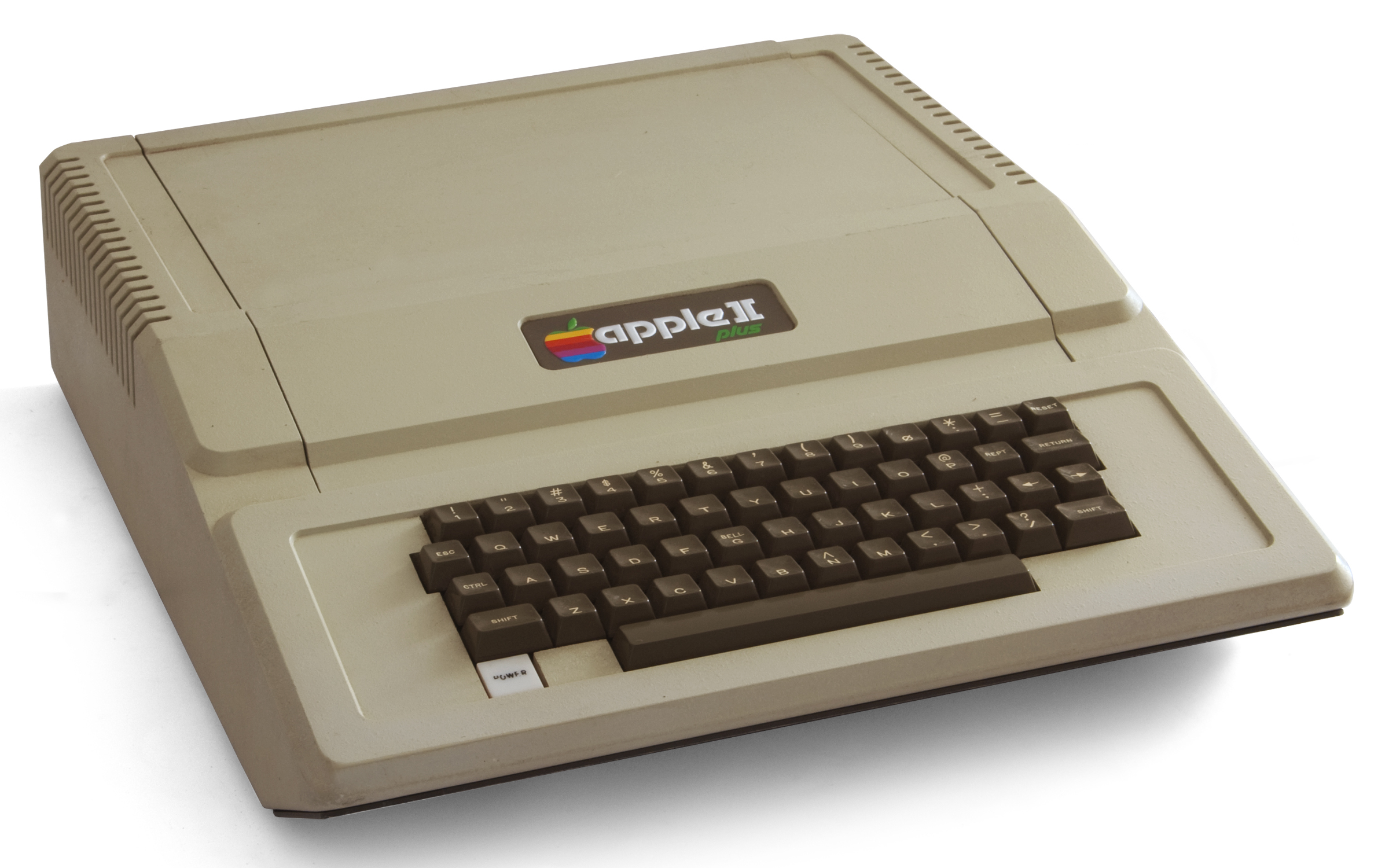
Az Apple II Plus
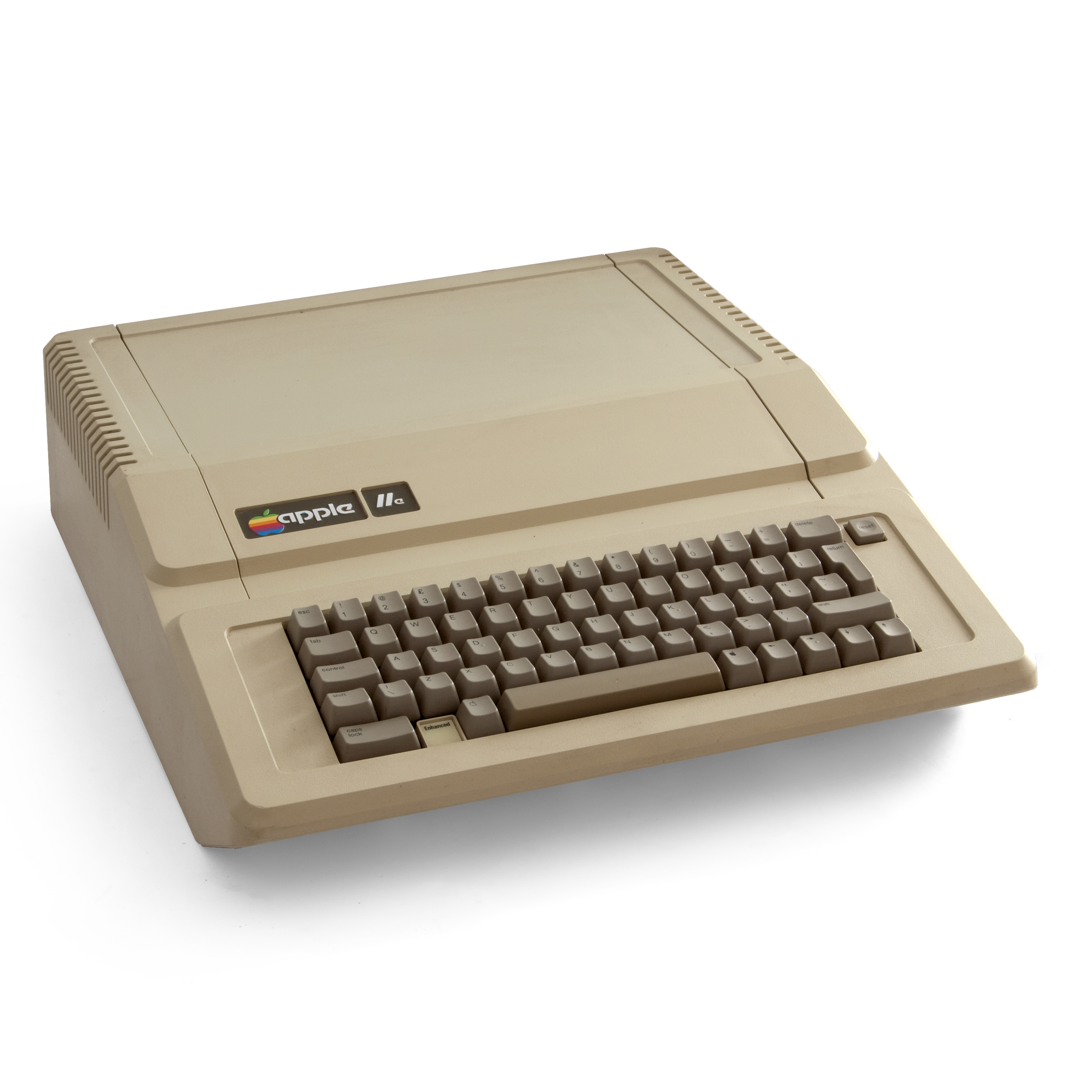
Az Apple IIe
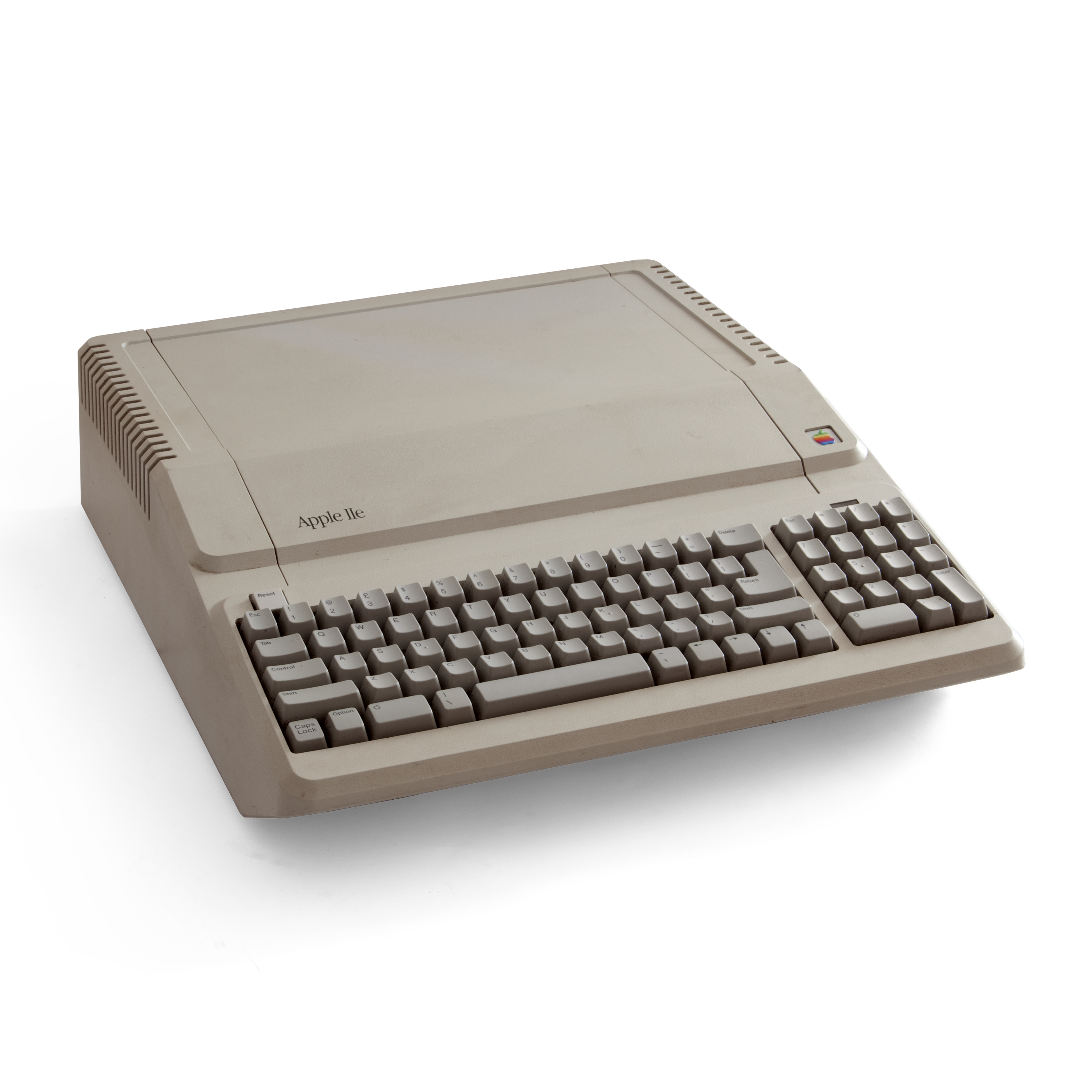
Az Apple IIe Platinum
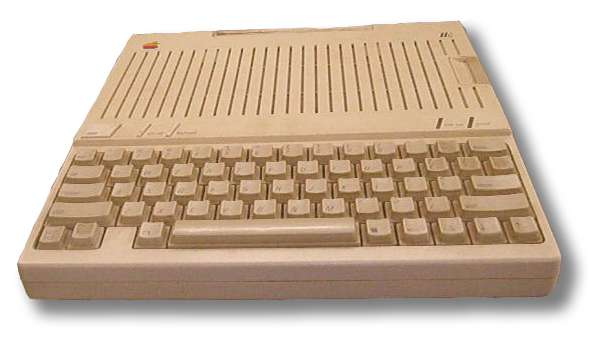
Az Apple IIc
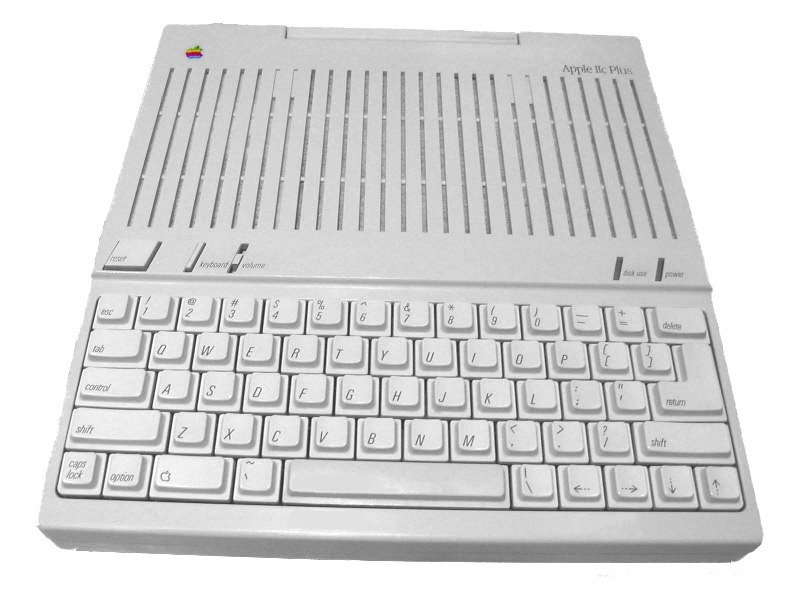
Az Apple IIc Plus
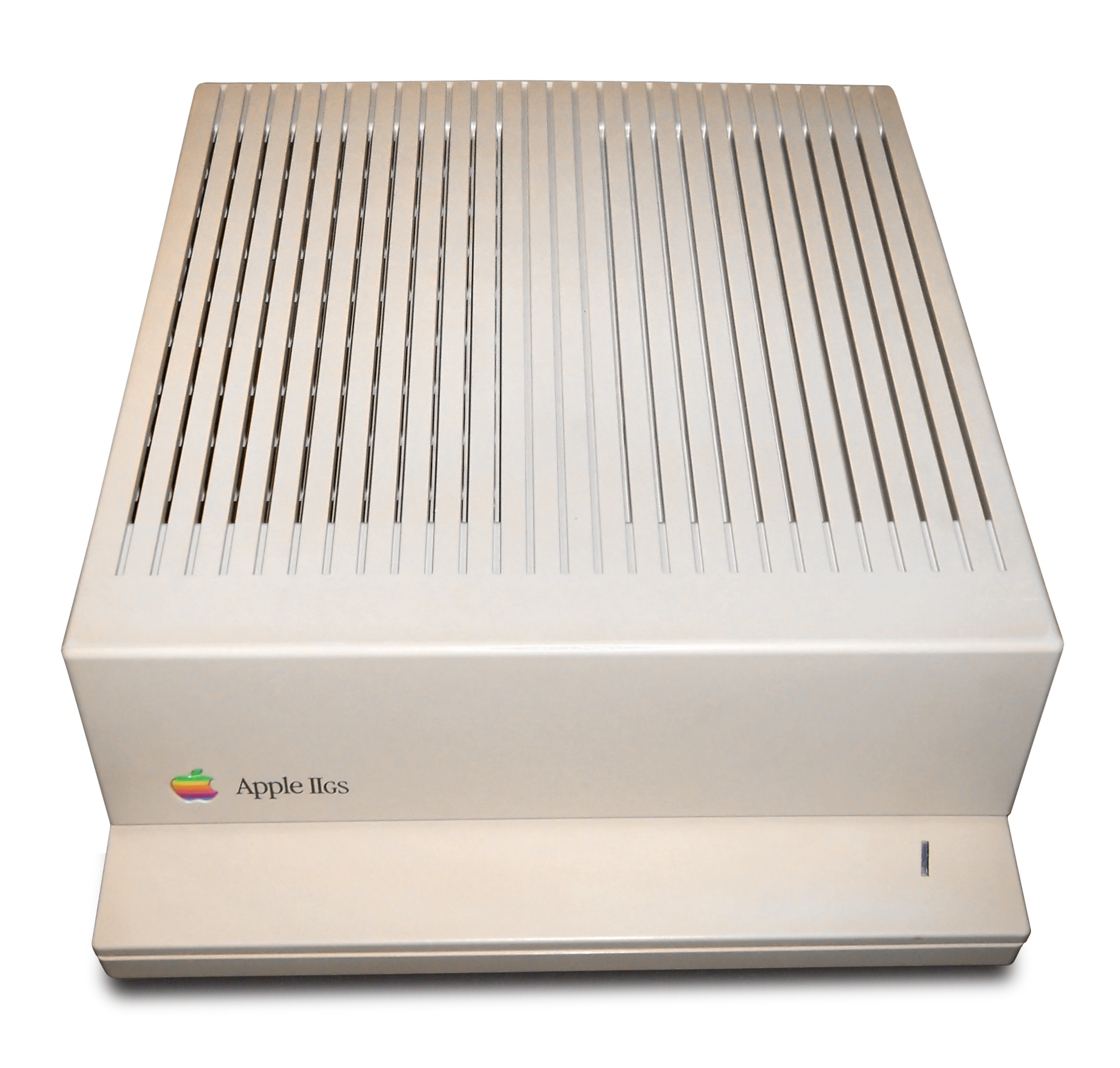
Az Apple IIGS
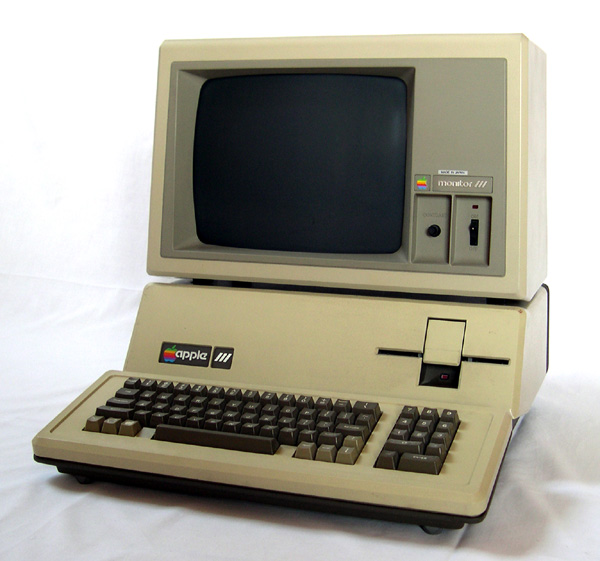
Az Apple III, a monitor nem része a gépnek.
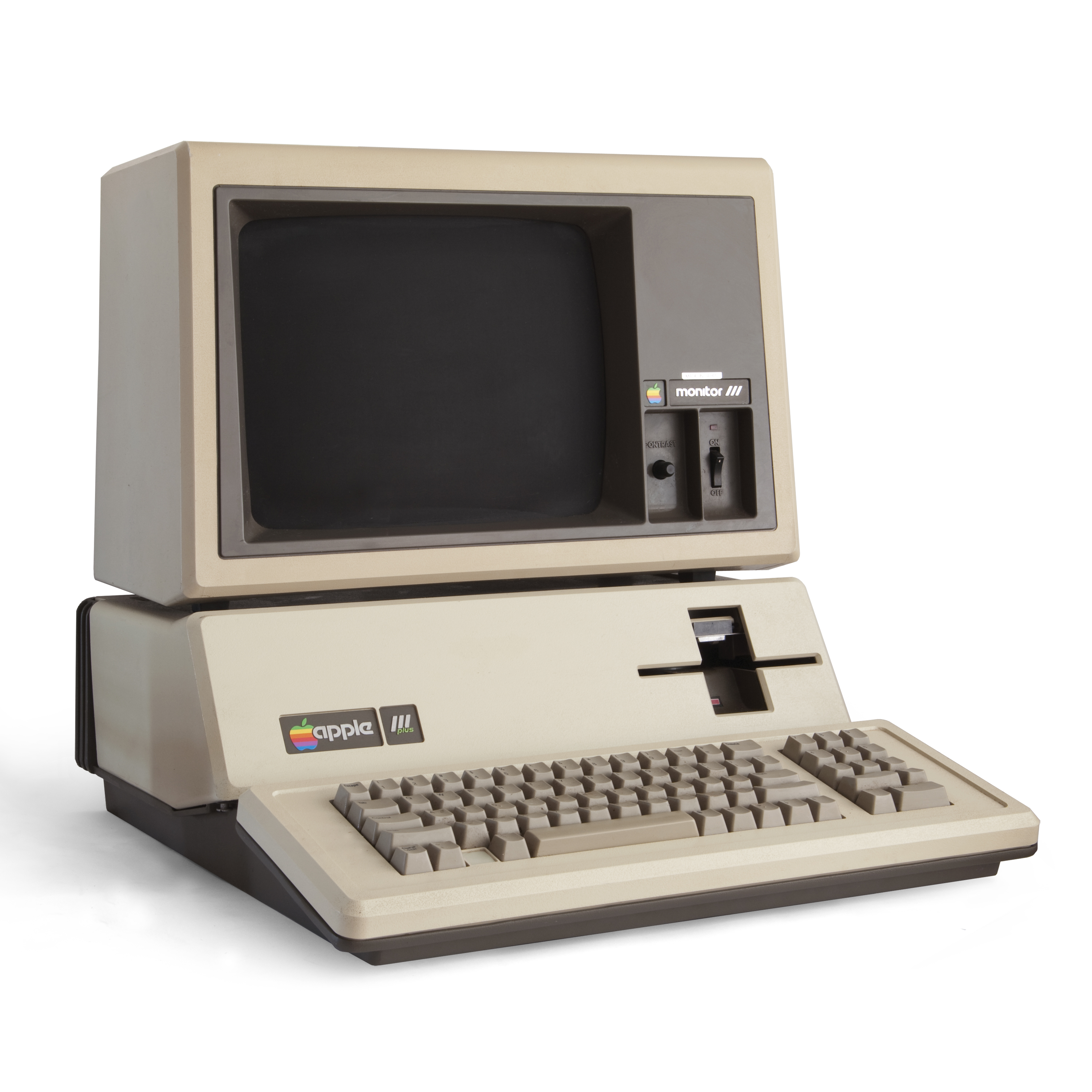
Az Apple III Plus, a monitor nem része a gépnek.
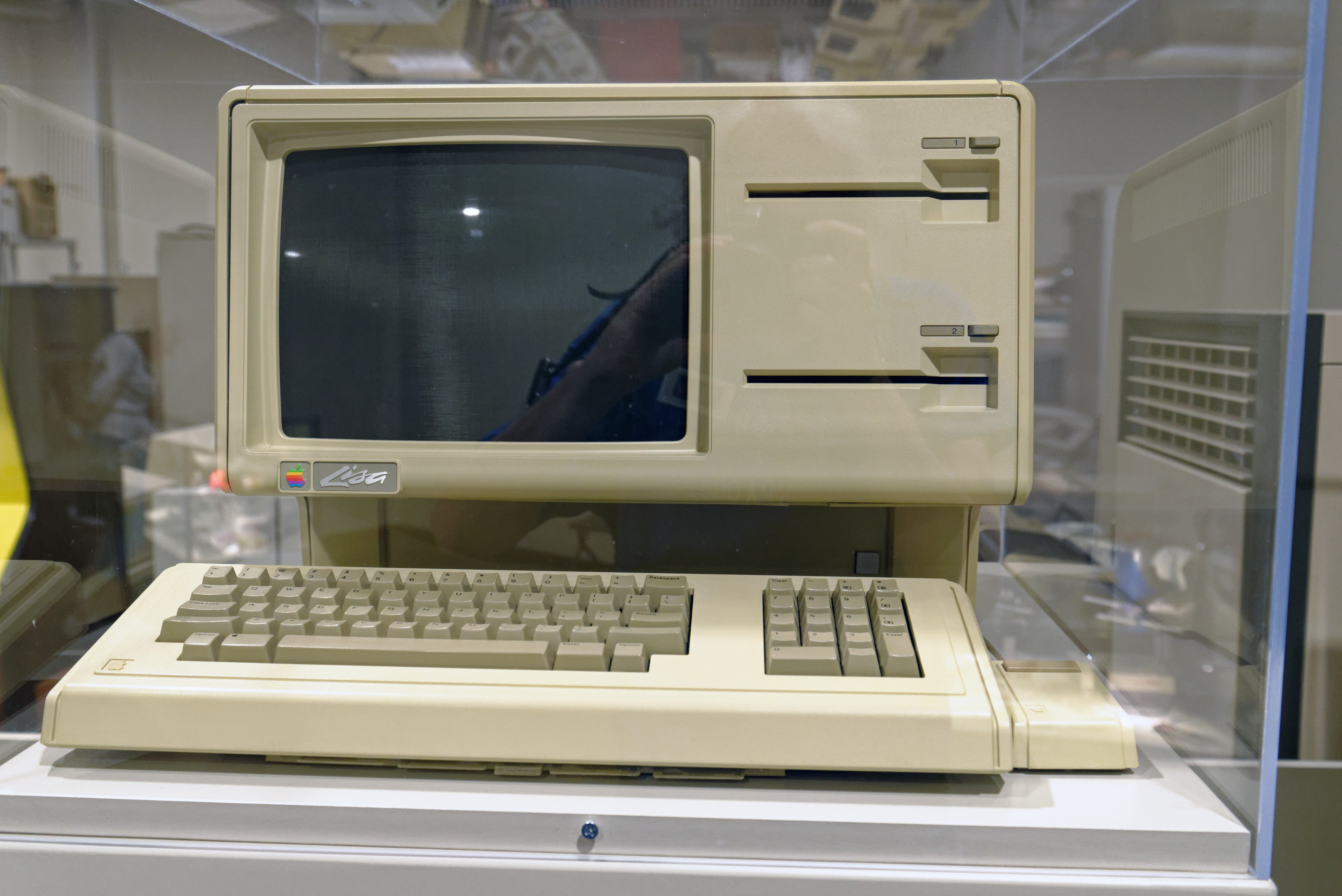
Az Apple Lisa
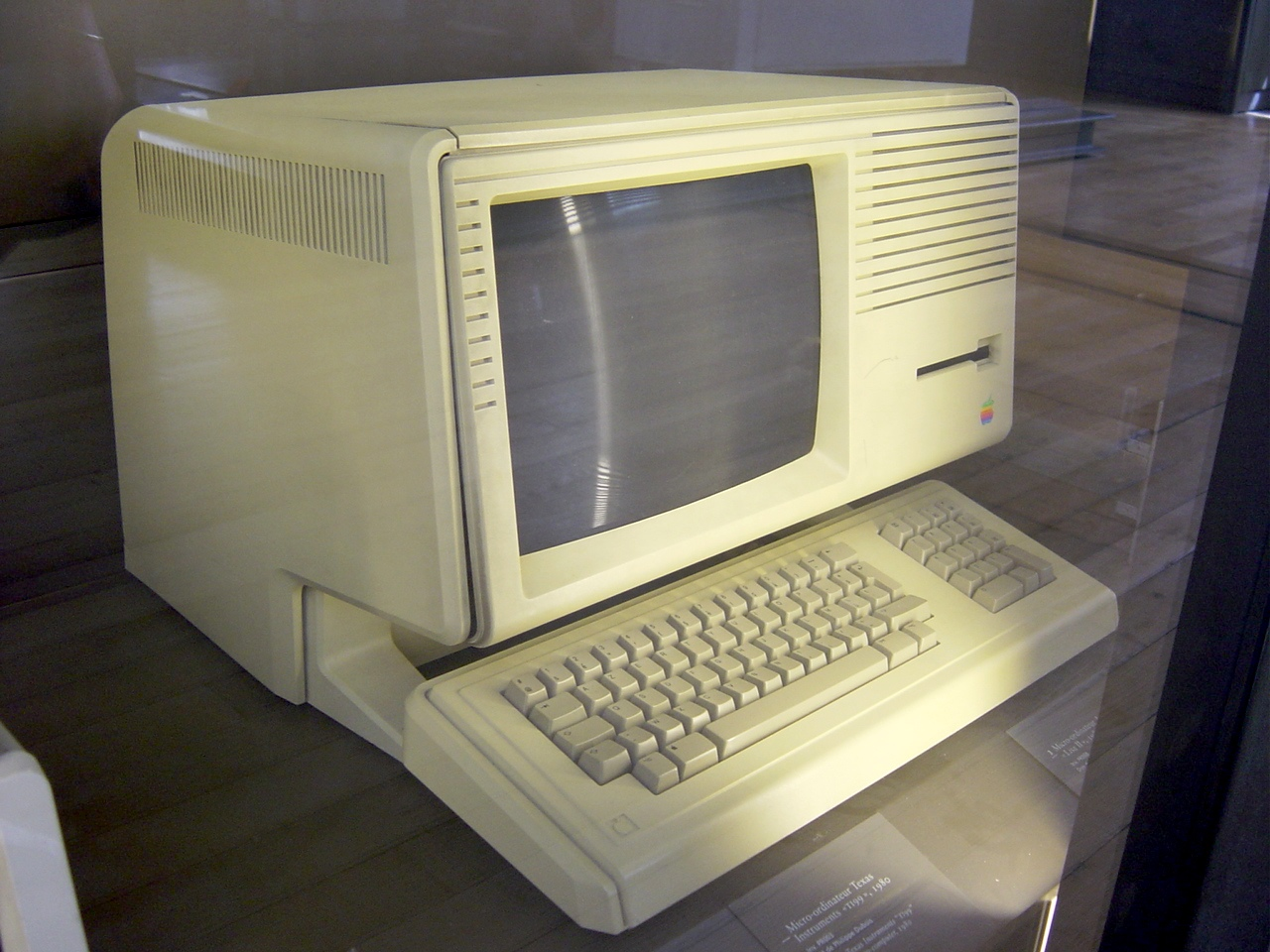
Az Apple Lisa 2

## Az Apple számítógépek technikai adatai
A táblázat nem tartalmazza az összes műszaki paramétert. Az egyes modelleknél a bemutatáskor érvényes adatokat soroljuk fel, a későbbi frissítéseket nem.
| Gépneve bemutatva kivezetve            | Méretmagasság szélesség mélység súlySzín     | Processzortípus @órajel architektúra magok száma | Média                                   | Billentyűzet                         | Operációs rendszer               | Memóriaalap (max.) hely ROM                   | Kijelzőmérete felbontása     | Grafikakimenet, képpont és szöveg felbontás                         | Csatlakozókkazetta, játék, kijelző, soros, párhuzamos, hang...                                                      | Bővíthetőség                                        |
| -------------------------------------- | -------------------------------------------- | ------------------------------------------------ | --------------------------------------- | ------------------------------------ | -------------------------------- | --------------------------------------------- | ---------------------------- | ------------------------------------------------------------------- | --- | --------------------------------------------------- |
| Apple I1976 ápr. 1977 szept.           |                                              | MOS 6502 @1 MHz, 8 bit 1 mag                     |                                         |                                      | Apple Integer BASIC              | 4kb, (8kB) 1 slot                             |                              | kompozit pozitív videó40x24 kar.                                    | · 1x DIP · Kompozit videó kimenet                                                                                   | · 1x 44-tűs csatlakozó · Kazetta                    |
| Apple II1977 ápr. 1979 jún.            | 113 mm 387 mm 457 mm 5,2 kg bézs             | MOS 6502 @1 MHz, 8 bit 1 mag                     |                                         | 52 billenytűs                        | Apple DOS 3.1                    | 0kB, (48kB) 24 slot                           |                              | 1xRCA280x192 @6 40x18 @1640x24 kar.                                 | · 1x I/O @1500b/s · 1x GAME I/O (16 pin) · 1x RCA · 1x audió kimenet                                                | · 1x 50-tűs Apple-csatlakozó                        |
| Apple II Plus1979 jún. 1982 dec.       | 113 mm 387 mm 457 mm 5,2 kg bézs             | MOS 6502 @1 MHz, 8 bit 1 mag                     | Disk II floppy drive                    | 52 billenytűs                        | Apple DOS 3.2                    | 0kB, (48/64kB) 24 slot                        |                              | 1xRCA280x192 @6 40x18 @1640x24 kar.                                 | · 1x I/O @1500b/s · 1x GAME I/O (16 pin) · 1x RCA · 1x audió kimenet                                                | · 1x 50-tűs Apple-csatlakozó                        |
| Apple III1980 máj. 1984 ápr.           | 122 mm 445 mm 462 mm 11,8 kg bézs            | MOS 6502A @1,4 MHz, 8 bit 1 mag                  | 140kB 525 floppy drive                  | 61 + 13 (szám)                       | Apple Sophisticated OS (SOS) 1.0 | 128kB, (512kB) 0 slot 4kB                     |                              | 1xRCA 1xDB–15280x 192 @16 560x192 @monochrom80x24 @ff               | · 1x DB-25 (RS-232C) · 2x DB-9 · 1x RCA · 1x 35mm jack · 1x beépített hangszóró                                     | · 1x 50-tűs Apple-csatlakozó                        |
| Apple III Plus1983 dec. 1985 szept.    | 122 mm 445 mm 462 mm 11,8 kg bézs            | MOS 6502A és 6502B @1,4 MHz, 8 bit 1 mag         | 140kB 525 floppy drive                  | 61 + 13 (szám)                       | Apple Sophisticated OS (SOS) 1.3 | 256kB, (512kB) 0 slot 4kB                     |                              | 1xRCA 1xDB–15280x 192 @16 560x192 @monochrom80x24 @ff               | · 1x DB-25 (RS-232C) · 2x DB-9 · 1x RCA · 1x 35mm jack · 1x beépített hangszóró                                     | · 1x 50-tűs Apple-csatlakozó                        |
| Apple IIe1983 jan. 1985 márc.          | 113 mm 387 mm 457 mm 5,2 kg bézs             | MOS 6502A @1 MHz, 8 bit 1 mag                    |                                         | 63 billentyű (kis-és-nagybetű)       | Apple DOS 3.3 ProDos 8           | 64kB, (128kB) Memory Expansion Card slot 16kB |                              | 1xRCA280x192 @6 40x18 @1580x24 kar.                                 | · 1x I/O @1500b/s · 1x GAME I/O (16 pin) · 1x DE-9 · 1x RCA · 1x audió kimenet                                      | · 1x 50-tűs Apple II csatlakozó · 60-tűs csatlakozó |
| Apple IIe Enhanced1985 márc. 1987 jan. | 113 mm 387 mm 457 mm 5,2 kg bézs             | MOS 65C02 @1 MHz, 8 bit 1 mag                    |                                         | 63 billentyű (kis-és-nagybetű)       | Apple DOS 3.3 ProDos 8           | 64kB, (128kB) Memory Expansion Card slot 16kB |                              | 1xRCA280x192 @6 40x18 @1580x24 kar.                                 | · 1x I/O @1500b/s · 1x GAME I/O (16 pin) · 1x DE-9 · 1x RCA · 1x audió kimenet                                      | · 1x 50-tűs Apple II csatlakozó · 60-tűs csatlakozó |
| Apple Lisa1983 jan. 1984 jan.          | 350 mm 475 mm 388 mm 22 kg bézs              | Motorola 68000 @5 MHz, 16 bit 1 mag              | 2x871kB Apple FireWare 525 floppy drive | 76 gombos + 10 billentyűs kiegészítő | Lisa Office System 1.0           | 0, (2MB) 2 slot 16kB                          | 12 inch 720x364 vagy 608x432 | 1xRCA                                                               | · 2x RS-232C · 1x DE9 · 1x D-25 · 1x RCA · 1x CVSD                                                                  | · 3x Apple Lisa bővítőhely                          |
| Apple Lisa II1984 jan. 1986 aug.       | 350 mm 475 mm 388 mm 25 kg bézs              | Motorola 68000 @5 MHz, 16 bit 1 mag              | 400kB 35 floppy drive                   | 76 gombos with 10 keypad (?)         | Lisa Office System 3.1           | 0, (2MB) 2 slot 16kB                          | 12 inch 720x364 vagy 608x432 | 1xRCA                                                               | · 2x RS-232C · 1x DE9 · 1x D-25 · 1x RCA · 1x beépített hangszóró                                                   | · 3x Apple Lisa bővítőhely                          |
| Apple IIc1984 ápr. 1988 aug.           | 635 mm 305 mm 292 mm 3,4 kg krémes törtfehér | MOS 65C02 @1 MHz, 8 bit 1 mag                    | 140kB 525 floppy drive                  | 63 billentyű (kis-és-nagybetű)       | Apple ProDos 8                   | 128kB, (112MB) 1 slot 16/32kB                 |                              | 1xRCA560x192@15 280x192 @680x24 kar.                                | · 2x DIN-5 · 1x DB-19 · 1x DE-9 · 1x RCA · 1x DB-15 · 1x 35 analóg jack · 1x beépített hangszóró                    | nincs                                               |
| Apple IIGS1986 szept. 1992 dec.        | 117 mm 284 mm 347 mm 3,96 kg Platinum        | WDC 65C816 @2,8 MHz, 16 bit 1 mag                |                                         |                                      | Apple ProDOS 16 vagy GS/OS       | 256kB, (8125MB) 1 slot 128/256kB              |                              | 1xRCA 1xDB–15320x200 @256 (@16/sor) 640x200 @128 (@4/sor)80x24 kar. | · 2x mini DIN-8 · 1x DB-19 · 1x GAME I/O · 1x DE-9 · 1x RCA · 1x DB-15 · 1x 35 analóg jack · 1x beépített hangszóró | · 1x 50-tűs Apple II csatlakozó                     |
| Apple IIe Platinum1987 jan. 1993 nov.  | 113 mm 387 mm 457 mm 5,2 kg Platinum         | MOS 65C02 @1 MHz, 8 bit 1 mag                    |                                         | 81 billentyű (kis-és-nagybetű)       | Apple DOS 3.3 és Apple ProDos 8  | 64kB, (1MB) 0 slot 16kB                       |                              | 1xRCA560x192@15 280x192 @680x24 kar.                                | · 1x I/O @1500b/s · 1x GAME I/O (16 pin) · 1x DE-9 · 1x RCA · 1x beépített hangszóró                                | · 1x 50-tűs Apple II csatlakozó · 60-tűs csatlakozó |
| Apple IIc Plus1988 szept. 1990 nov.    | 635 mm 305 mm 290 mm 3,2 kg krémes törtfehér | MOS 65C02 @1 vagy 4 MHz, 8 bit 1 mag             | 800kB 35 floppy drive                   | 63 billentyű (kis-és-nagybetű)       | Apple ProDos 8                   | 128kB, (115MB) 1 slot 32kB                    |                              | 1xRCA 1xDB–15560x192@15 280x192 @680x24 kar.                        | · 1x belső modem csatlakozó · 2x mini DIN-8 · 1x DE-9 · 1x DB-19 · 1x RCA · 1x DB-15 · 1x beépített hangszóró       | nincs                                               |

## Az Apple számítógépek az időben
| Az Apple számítógépek idővonalon |
| --- |
| |
| A színek kezdete a bemutató időpontja, a forgalmazás több esetben is hónapokkal később kezdődött. Megeshet, hogy egy csík végét kitakarja egy másik csík eleje. Előfordul, hogy a gyártás befejezését követően még egy ideig forgalomban marad a gép adott verziója. Az egyes eszközök technikai paraméterei a MacTracker alkalmazásból származnak. A Macintosh XL azért szerepel a grafikonon, mert technikailag a Lisa 2 utóda, de a neve miatt a Compact Macintosh számítógépek közé szokás besorolni. |